# Bainiu
Bainiu (kinesiska: 白牛, 白牛乡) är en socken i Kina. Den ligger i provinsen Henan, i den centrala delen av landet, omkring 260 kilometer sydväst om provinshuvudstaden Zhengzhou. Antalet invånare är 39338. Befolkningen består av 18 902 kvinnor och 20 436 män. Barn under 15 år utgör 20,0 %, vuxna 15-64 år 69 %, och äldre över 65 år 9,0 %.
Genomsnittlig årsnederbörd är 843 millimeter. Den regnigaste månaden är augusti, med i genomsnitt 143 mm nederbörd, och den torraste är januari, med 7 mm nederbörd.